# Église Saint-Cyr de Saint-Cyr (Ardèche)
L'église Saint-Cyr est érigée dans la commune de Saint-Cyr, département de l'Ardèche en région Auvergne-Rhône-Alpes. L'édifice est situé au centre du village. 

## Historique
Les documents cités dans la bibliographie de l'article permettent d'établir la chronologie suivante : 
- XIIIe siècle : Mention écrite du village dans le cartulaire de l’abbaye de Saint-Chaffre (Le Monastier-sur-Gazeille) et construction de la nef de l’église (?).
- 1299 : L’église accueille le baptême de Pierre Bertrand de Colombier célébré par son oncle le cardinal  Pierre Bertrand.
- 1523 : Mention écrite de l’église dans le « Pouillé  de l’Église de Vienne ». Saint-Cyr et l’ensemble des paroisses vivaroises situées au nord du Doux dépendent alors de l’archidiocèse de Vienne (Isère).
- 1666  : Création de la chaire.
- 1789 : Révolution…
- 1793 : Fermeture de l’église au culte ?
- 1802 : Réouverture officielle au culte : l’église demeure paroissiale dans le cadre de la mise en place de l’organisation temporelle concordataire.
- 1826 : Constitution du cadastre « napoléonien » de Saint-Cyr. L’église apparait sur le plan.
- 1857 : Réalisation ou année d’achèvement des peintures de la voûte de la nef et de l’arc triomphal.
- 1857 – 1861  : Agrandissement de l’église avec la construction des bas-côtés.
- 1859 – 1861 : Construction du campo santo.
- 1906 : Inventaire de l’église dans le cadre de la Loi de séparation des Églises et de l'État. L'opération  se déroule après forçage des portes du campo santo, de l’église et de la sacristie le 2 mars.

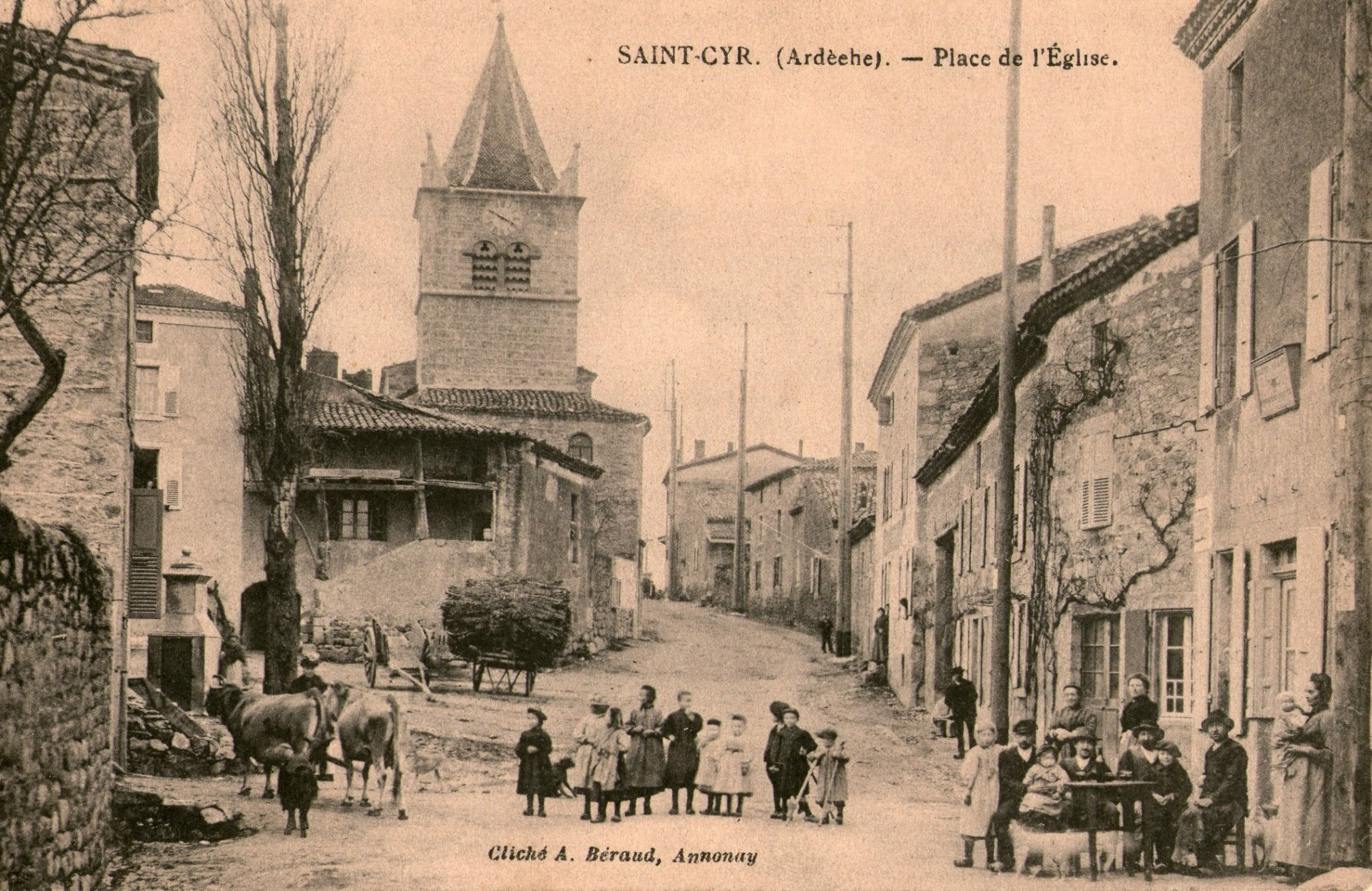

- 1925 : Rénovation du clocher, la restauration de la charpente a donné lieu à l’installation de tuiles colorées formant un motif.
- 1955, 1982 et 1995 - 1998 : Rénovation du campo santo.
- 1962 : Travaux de restauration intérieure avec mise en valeur des pierres des piliers intérieurs, la peinture des murs et des voûtes des bas-côtés.
- 1994 : La paroisse de Saint-Cyr et les autres paroisses catholiques de la banlieue d’Annonay (sauf Roiffieux) forment l’« Ensemble Inter Paroissial d'Annonay - rural ».
- 1996 ? : Restauration de l’intérieur, le chœur de l’église prend son aspect actuel.
- 2001 : Inscription d’objets de l’église parmi les Monuments historiques.
- 2003 : Création de la paroisse « Saint-Christophe lès Annonay », par fusion des paroisses catholiques existantes (1er janvier) [1].
- 2016 : Ouverture de l’église dans le cadre de la « Nuit des églises » en lien avec la Conférence des évêques de France (juillet) et des « Journées européennes du patrimoine » en partenariat avec la Communauté d'agglomération du Bassin d'Annonay. (septembre).
- 2021 : Création de la paroisse « Bienheureux Gabriel Longueville » du Bassin d'Annonay par fusion des paroisses « Sainte-Claire » d’Annonay, de Roiffieux et de La Vocance et « Saint-Christophe lès Annonay » (1er mai) [2].

## Description générale
Avant de pénétrer dans l’édifice, le visiteur, le paroissien doit traverser un " campo santo ", monument inspiré de l’Italie. On peut traduire " campo santo " par " champ saint ". Celui de St-Cyr se présente sous la forme d’un cloître dont les trois côtés achèvent de fermer la cour d’entrée de l’église. Il est de style néo romano-byzantin, avec des couleurs rouges et ocres dominantes. Il possède deux niveaux. Au rez-de-chaussée les alvéoles du cloître sont décorées de groupes sculptés ou abritent trois tombes. Le niveau supérieur offre essentiellement une terrasse déambulatoire et des éléments sculptés. Au centre de ce niveau, une construction arrondie surmontée d’une coupole.

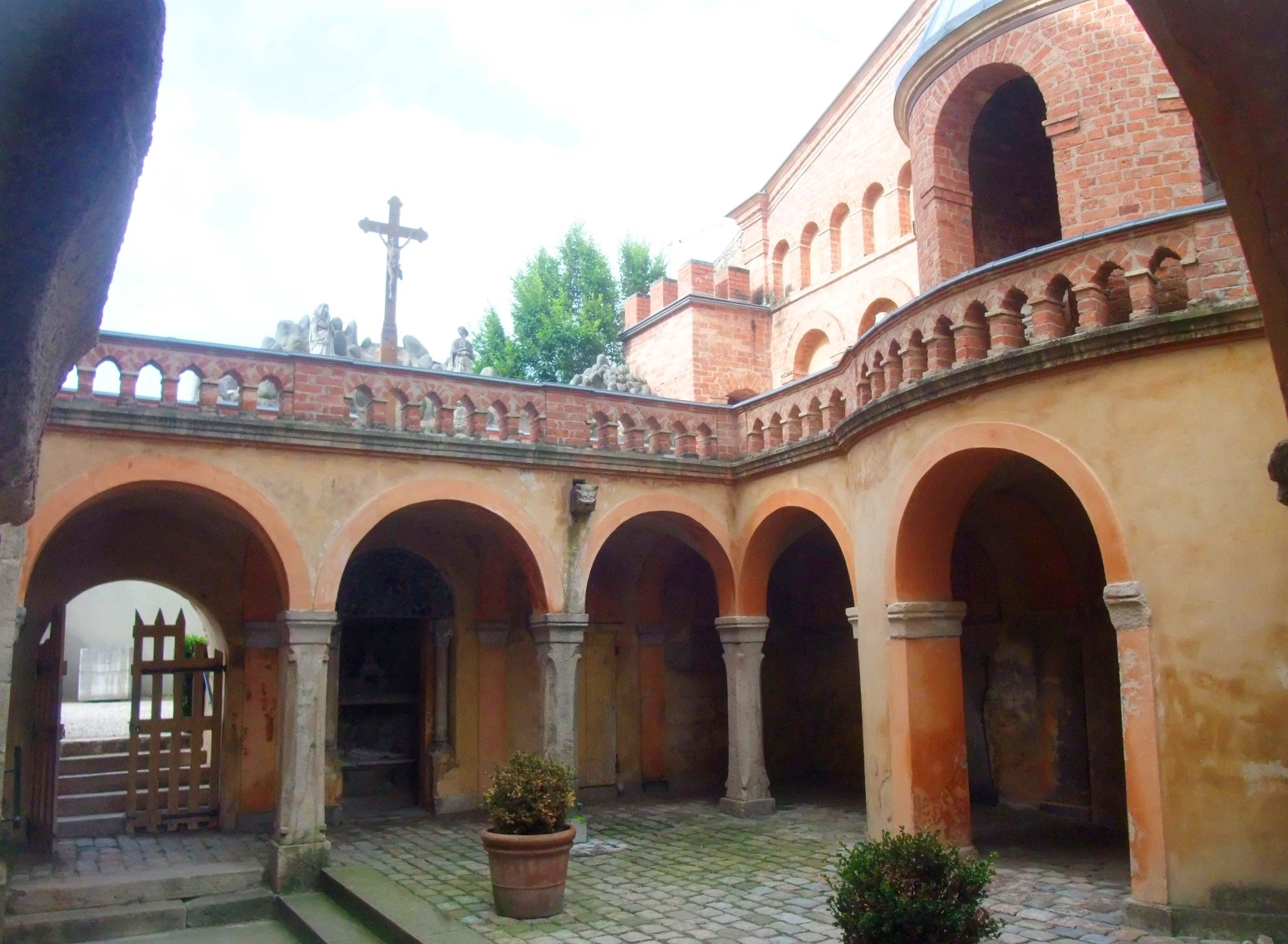
Le Campo Santo, rajouté à l'entrée de l'église en 1861.

Le clocher de l’église a une base carrée. Il est placé au-dessus du chœur. Son appareillage de pierres s’intègre au reste de l’église. On pourra observer que la forme de sa toiture est plus complexe qu’il n’y paraît : il s’agit d’un octogone avec quatre grands côtés (ornés d’une croix) alternant avec quatre plus petits. La base du toit, commence en pente douce avant de se relever vers le sommet, qui est pourvu d’une boule et d’une croix. On peut voir aussi, aux quatre coins du carré quatre éléments de pierre.
Composée d’une nef, de deux bas-côtés et d’un chœur, l’édifice présente un chevet plat. L’ensemble est recouvert de tuiles creuses. L’église frappe par des dimensions, en longueur, largeur et hauteur : au sol 15 m x 15 m plus le chœur qui sert de base au clocher. La nef principale supporte, sur des piliers, une voûte demi-cylindrique entièrement couverte de peintures. Des peintures occupent aussi " l’arc triomphal " au-dessus du chœur. Les deux nefs complémentaires ont des voûtes en ogives croisées. 

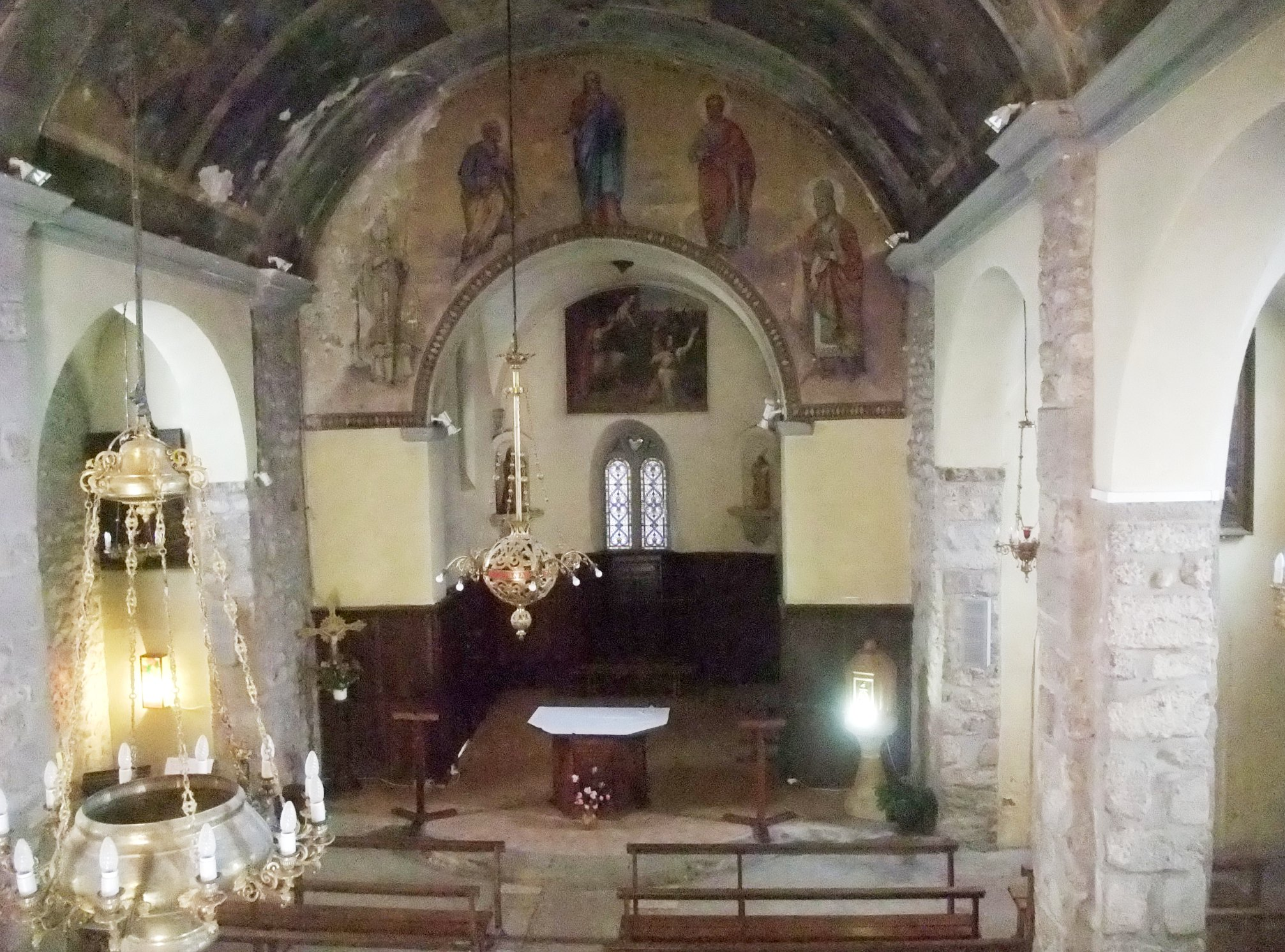
Un intérieur décoré et restauré.
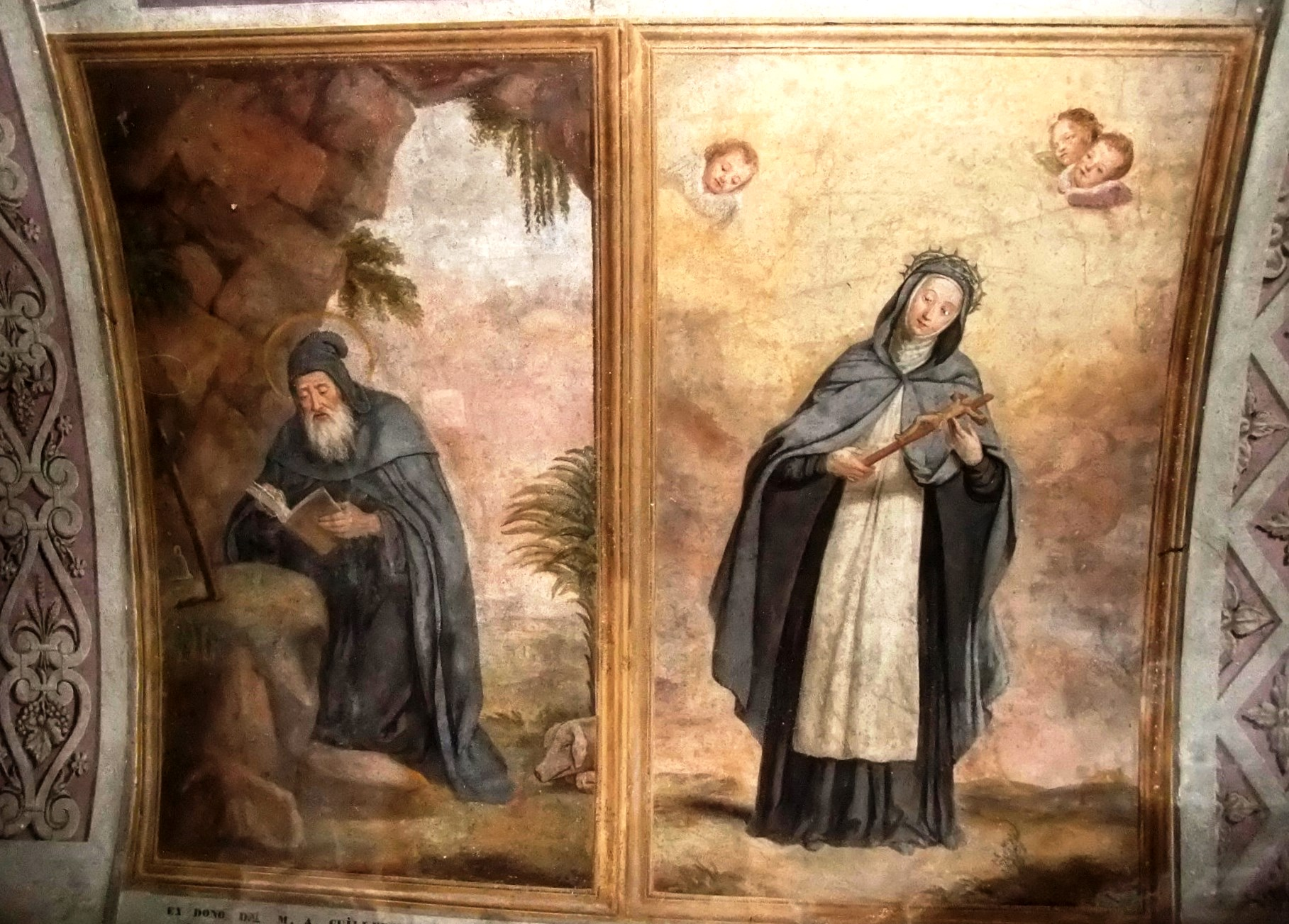
Des peintures en trompe-l'œil au plafond.

## Vocable
Saint Cyr de Tarse est le patron de cette église.

## Intérieur de l'édifice

### Le sanctuaire
Plusieurs éléments aux fonctions liturgiques précises : 
- le siège de présidence.
- la Croix du Christ.
- l’ambon.
- l’autel.
- le tabernacle.

En l’église de Saint-Cyr, l’ambon, l’autel et le tabernacle ont été réalisés à partir d’éléments de la chaire datant de 1666.

### Peintures murales
Des peintures occupent tout le plafond demi-cylindrique de la nef principale et l’arc triomphal au-dessus du chœur. Elles datent de 1857, mais sont réalisées dans un style qui pourrait les faire imaginer plus anciennes. Elles sont exécutées en trompe-l’œil, pour les faire apparaître en relief. 
La paroi verticale au-dessus du chœur figure : Saint Grégoire, saint Pierre, le Christ, saint Paul et saint Augustin. 
Sur le plafond de la nef, quinze grands motifs ont été disposés entre des cadres fictifs. Ils représentent les évangélistes, d’autres saints et des scènes de la vie du Christ. On peut y lire aussi les noms des saints et ceux des donateurs. On trouve : 
- La Nativité,
- La Sainte Famille,
- La Transfiguration.

Les portraits en pied sont ceux de :
- Saint Matthieu,
- Saint Luc,
- Saint Jean,
- Saint Marc,
- Saint François Régis, un saint très populaire en Ardèche puisque vénéré à Lalouvesc, village situé à environ 40 km au sud de l’église.
- Saint Louis,
- Saint Amédée,
- Saint Victor,
- Sainte Marie-Madeleine,
- Saint Benoit,
- Saint Antoine l’ermite,
- Sainte Rose de Lima,

### Vitraux
Les vitraux ont des motifs géométriques.

### Tableaux
Deux tableaux de l’église sont recensés sur la base Palissy. Ils sont inscrits parmi les monuments historiques au titre d'objet depuis le 10 octobre 2001 : 
- Saint Jérôme, datant du XVIIe siècle[3].,
- Saint Antoine dans sa grotte, datant du XIXe siècle plus précisément de 1847 [4].

### Sculptures

#### Statues
Plusieurs statues décorent l'église dont Saint Joseph et Sainte Marie.

#### Chemin de croix

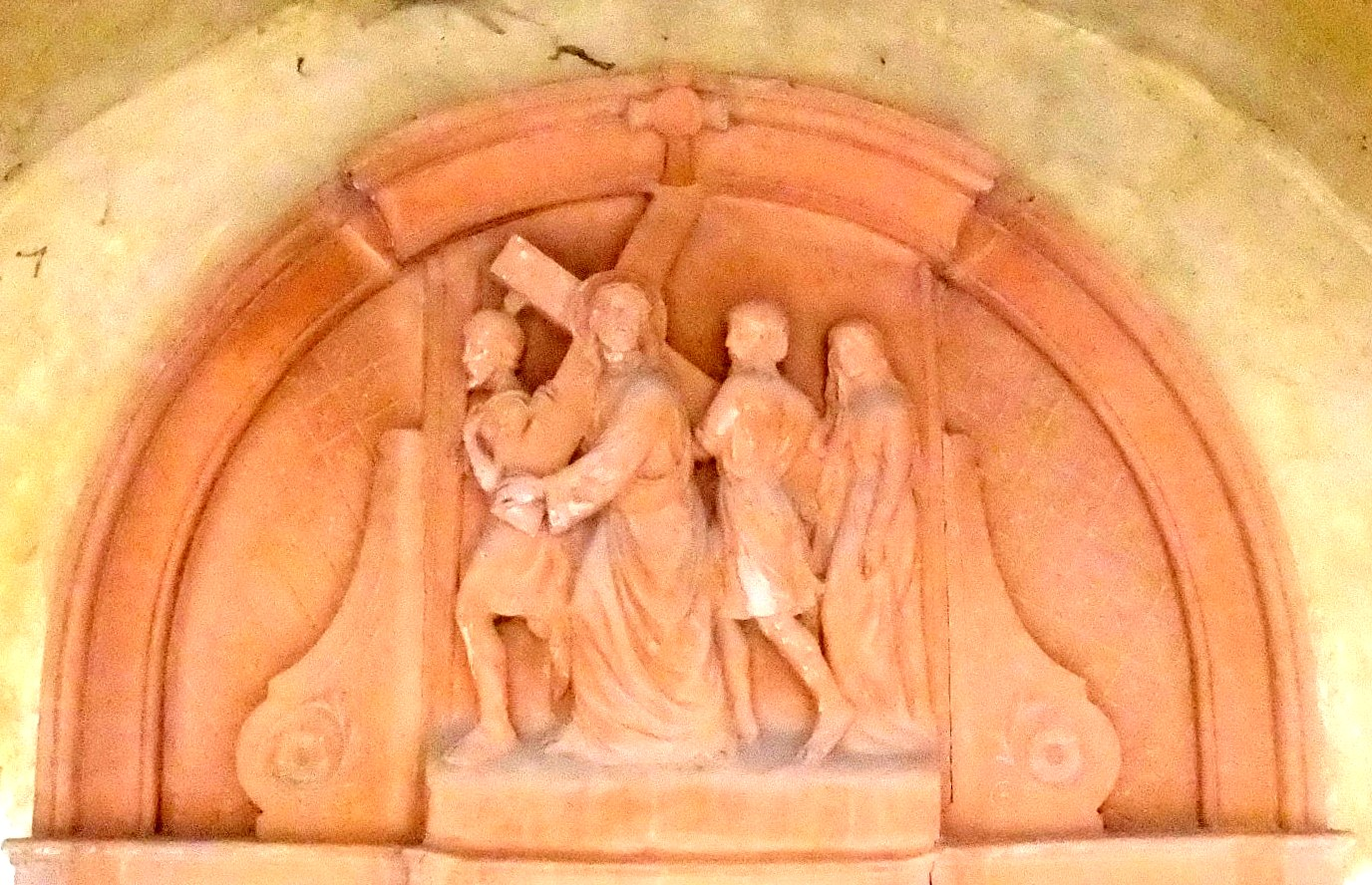
Début du chemin de croix.

Le Chemin de croix rappelle différents épisodes en quatorze stations du premier Vendredi saint : la Passion du Christ. Celui du campo santo est l’œuvre d’André Vermare au XXe siècle.

#### Autres éléments
Dans le campo santo se trouvent des groupes sculptés : La Mise au tombeau du Christ, La Résurrection. Un calvaire a été construit en granit gris bleuté. L’ensemble de l’édifice est enrichi de gargouilles et de diverses statues comme celle de la Vierge, de saint Michel et de saint Régis. Enfin on y trouve les tombes du chanoine Courty, curé et commanditaire du campo santo décédé en 1869 et d’autres donateurs.

## Chronologie des curés

### ? – 1994
Un curé, aidé parfois d'un vicaire a la charge de la paroisse dont le territoire correspond approximativement à celui de la commune.

### 1994 – 2003
Une équipe presbytérale dont les membres sont « curés in solidum » (responsables solidairement) a la charge de l’ensemble des paroisses catholiques de la banlieue d’Annonay (Ensemble Inter Paroissial d'Annonay - rural).

### 2003 – 2021
Avec la création de la paroisse Saint-Christophe dont le territoire comprend la banlieue d'Annonay, à l'exception de Roiffieux et de la vallée de La Vocance, une Équipe d’Animation Pastorale (E.A.P.) composée de laïcs en mission et de prêtres nommés « curés in solidum » à la charge de la paroisse nouvelle.

### Depuis 2021
Avec la création de la paroisse « Bienheureux Gabriel Longueville » dont le territoire correspond au bassin de vie d'Annonay, une Équipe d’Animation Pastorale (E.A.P.) présidée par un prêtre nommé « curé » à la charge de la paroisse nouvelle.